# Hirošima, má láska
Hirošima, má láska (v originále Hiroshima mon amour) je francouzsko-japonské filmové drama z roku 1959. Natočil jej režisér Alain Resnais podle scénáře od Marguerite Duras. Za scénář byl snímek neúspěšně nominován na Oscara. Dokumentuje osobní rozhovor francouzsko-japonského páru o paměti a zapomnění. V hlavních rolích se zde představili Emmanuelle Riva a Eiji Okada. Hudbu k filmu složili Georges Delerue a Giovanni Fusco.